# Holopterus chilensis
Holopterus chilensis là một loài bọ cánh cứng trong họ Cerambycidae.